# Поспеев, Кирилл Васильевич
Кири́лл Васи́льевич Поспе́ев (род. 30 декабря 1975, Тамбов) — украинский шоссейный велогонщик, выступавший на профессиональном уровне в первой половине 2000-х годов. Чемпион Украины на шоссе в групповой гонке, участник летних Олимпийских игр в Афинах и многих гонок мирового тура, в том числе супермногодневок «Вуэльта Испании» и «Джиро д’Италия».

## Биография
Кирилл Поспеев родился 30 декабря 1975 года в городе Уварово Тамбовской области РСФСР. Ещё ребёнком переехал на постоянное жительство в Донецк, здесь в возрасте двенадцати лет начал заниматься велоспортом, проходил подготовку на местном стадионе «Металлург» под руководством тренера Бориса Давыдовича Миньковского. «Мне предложили покататься летом на велосипеде, а в конце августа его вернуть. Я взял, покатался и всё: до сих пор … катаюсь!».
Впервые заявил о себе в 1995 году, одержав победу в генеральной классификации впервые проводившегося «Тура де Рибас».
В 1998 году занял третье место в генеральной классификации «Тура Югославии».
В 2000 году в качестве стажёра присоединился к итальянской команде Cantina Tollo и отметился победой в гонке «Коппа Чуффенна».
На шоссейном чемпионате Украины 2001 года в групповой гонке обогнал всех своих соперников и завоевал тем самым золотую медаль. В составе украинской национальной сборной побывал на чемпионате мира в Лиссабоне, где, тем не менее, был далёк от попадания в число призёров. Став полноценным членом Cantina Tollo–Acqua e Sapone, выступил на нескольких престижных гонках, в частности стартовал на «Кубке Уго Агостони», «Схелдепрейс», «Туре Лангкави». Поучаствовал и в «Вуэльте Испании», проехал все этапы, заняв 22 место в горной классификации.
В 2002 году на гонке «Стер Электротур» победил в горном зачёте, тогда как в общем зачёте стал седьмым. Помимо этого, занял 11 место на «Туре Лангкави», 31 место на «Туре Романдии», финишировал третьим на втором этапе Euskal Bizikleta, поучаствовал в «Туре Швейцарии», «Туре Нидерландов», в гонке мирового тура HEW Cyclassics, в классической однодневной гонке «Париж — Тур».
На сезон 2003 года перешёл в другую итальянскую команду Domina Vacanze–Elitron, с которой вновь выступил на «Вуэльте» — на сей раз расположился в итоговой генеральной классификации на 37 строке. Выступил на двух монументальных классиках «Льеж — Бастонь — Льеж» и «Париж — Рубе», на нескольких других престижных гонках в Европе и на мировом первенстве в Гамильтоне.
Начиная с 2004 года в течение двух лет представлял итальянский клуб Acqua & Sapone, в этот период запомнился прежде всего участием в супервеломногодневке «Джиро д’Италия», где занял 41 место в генеральной и горной классификациях. Также закрыл десятку сильнейших на «Джиро дель Трентино», стал шестым в генеральной классификации «Международной недели Коппи и Бартали», стартовал в гонках высшей категории «Вуэльта Бургоса» и «Джиро дель Лацио». Благодаря череде удачных выступлений удостоился права защищать честь страны на летних Олимпийских играх в Афинах — в групповой шоссейной гонке финишировал здесь на 23 позиции. Участвовал и в чемпионате мира в Вероне, но свой заезд не завершил.
В 2005 году больших достижений не добился, но продолжал выступать на самом высоком уровне. Последовали выступления в «Туре Средиземноморья», «Классике Альмерии», «Вуэльте Мурсии», «Тиррено — Адриатико», «Милан — Сан-Ремо», «Рут-дю-Сюд», «Тур Австрии», «Джиро дель Пьемонте» и др. 
Последний раз соревновался на международной арене в сезоне 2006 года, выступив на мировом первенстве в Зальцбурге.
За выдающиеся спортивные достижения удостоен почётного звания «Мастер спорта Украины международного класса».
После завершения спортивной карьеры занялся тренерской деятельностью, в 2006 году присоединился к донецкому спортивному клубу ИСД, где занимал должности менеджера и спортивного директора профессиональной команды по маунтинбайку ISD Cycling Team.